# Gilgamesheposet
Gilgamesheposet är ett mesopotamiskt antikt epos som har kallats världens äldsta litterära verk. Eposet, vars ursprungliga delar skrevs på lertavlor med kilskrift, behandlar berättelser om kung Gilgamesh av Uruk. Den mest fullständiga versionen av eposet man funnit är skrivet på tolv lertavlor och återfanns i ruinerna av Ashurbanipals bibliotek. Den versionen kallas för standardversionen och skrevs av Sin-leqi-unninni omkring 1800 f.Kr.[källa behövs]

## Texter
Eposet innehåller en historia som färdats under lång tid genom Mesopotamiens olika kultursfärer och har förändrats en hel del på sin väg. Berättelser om kung Gilgamesh av Uruk i Mesopotamien skrevs under sumerisk tid omkring 2100 f.Kr. – 2000 f.Kr. och var skrivna på sumeriska med kilskrift. Det egentliga Gilgamesheposet sammanställdes senare av dessa episodberättelser under gammalbabylonisk tid, till en sammanhängande text på akkadiska. Texten byggdes efter hand på tills man kom fram till den version som är känd från Assurbanipalbiblioteket i Nineve. Denna är den mest fullständiga versionen som man funnit och är skriven på tolv lertavlor med kilskrift som hittades i ruinerna efter Assurbanipalbiblioteket, vilket förstördes av Mederna 612 f.Kr.. Den kallas Gilgamesheposets standardversion och är skriven av mästerskrivaren, läkaren och exorcisten Sin-leqi-unninni omkring 1200 f.Kr.[källa behövs] Han levde och verkade i Gilgameshs hemstad Uruk. Standardversionens titel var "Han som såg Djupet" (sha nagba imuru).

### Flodmyten
Den översvämning som omnämns i den elfte lertavlan känns igen i den Första Moseboken i Bibeln, Popol Vuh och även i Platons beskrivning av Atlantis. De äldsta referenserna till den stora översvämningen härstammar från omkring 1900 f.Kr., se Atrahasiseposet. Utnapishtim berättar i Gilgamesheposet för Gilgamesh om översvämningen. Bibelns syndaflod tros ha tagit sitt tema från Gilgamesheposet, och det har använts som bevis i antagandet att Bibeln bygger på muntliga berättelser.
Utnapishtim är enligt berättelsen invånare i den babyloniska staden Shuruppak vid Eufrat och utmärker sig för sin fromhet. Han varskos av guden Ea att en stormflod, ett allmänt fördärv, ska komma över världen. På gudens inrådan timrar han ett skepp i form av ett hus (det vill säga en "ark"), tar ombord sin familj och sin boskap samt allahanda husgerådssaker och förråd och anställer offer "liksom vid nyårsfesten". Därpå stänger han, vid en tidpunkt som bestämts av solguden Samas, arkens "dörrar" och inväntar flodens inbrytande. "Så snart morgonrodnaden visade sig", fortsätter texten, "uppsteg från himlens botten ett svart moln".
I sex dagar och sex nätter varar den förskräckliga floden, under vilken människoliken uppfyller havet såsom fiskyngel. Slutligen, "då den sjunde dagen nalkades", berättar Utnapishtim, släppte han ut en duva. Men då duvan inte hittade någon vilopunkt kom den tillbaka. Samma sak skedde när han släppte ut en svala:
| ” | Då släppte jag ut en korp, jag släppte honom lös, korpen flög, såg att vattnet avtog, åt, vadade (i dyn), kraxade, men kom inte tillbaka. Då släppte jag ut (allt) åt de fyra väderstrecken, frambar ett offer och utförde en libation på bergets högsta topp. | „ |

Guden Bel, som först blir förtörnad över att några levande blivit räddade, förmås sedan genom Eas förebråelser att ändra sin uppfattning. Han går ombord på skeppet, låter Utnapishtim och hans hustru böja knä vid sin sida, välsignar dem och säger: "Förr var Utnapishtim en människa, men nu är han och hans hustru lika med oss gudar, bo skall Utnapishtim i fjärran, vid strömmarnas mynning!"

### Gilgameshs epik
Gilgamesh var kung i Uruk, en stad i Sumer och senare Babylonien. Staden låg vid floden Eufrat i dagens Irak. Gilgameshs mor var en odödlig gudinna vid namn Ninsun medan hans far var en vanlig människa. Det gjorde att Gilgamesh till två tredjedelar var gud och en tredjedel människa. I början av berättelsen var Gilgamesh en elak och orättvis kung som förtryckte sitt folk.
Folket i Uruk bad till gudarna om hjälp. Gudarna lyssnade på människornas böner och gudinnan Aruru skapade ursprungsmänniskan Enkidu. När Enkidu kom till Uruk blockerade han Gilgameshs väg. Gilgamesh och Enkidu slogs med varandra på stadens gator. Men till slut avbröt Gilgamesh kampen när han insåg att han mött en jämlike. De kramade om varandra och blev bästa vänner. Gilgamesh beslöt att de skulle ge sig ut på äventyr. Tillsammans lyckades de döda monstret Humbaba. När de två vännerna kom tillbaka till Uruk dök gudinnan Ishtar upp. Hon krävde att Gilgamesh skulle gifta sig med henne. Gilgamesh avvisade frieriet. Ishtar blev då rasande och flög upp till himlen där hon hämtade den stora Himmelstjuren Gugalanna. Den gick till attack och dödade hundratals människor i staden. Gilgamesh och Enkidu lyckades döda tjuren efter en lång och hård kamp. Gudarna blev då mycket upprörda över att de dödat både Humbaba och Himmelstjuren. Efter en viss debatt bestämde de att Enkidu skulle dö. Han insjuknade och dog. Gilgamesh blev utom sig av sorg. Han klädde sig i lejonskinn och gav sig ut i vildmarken. Där började han fundera över sitt eget öde. Han insåg att även han skulle dö en dag. Han bestämde sig då för att försöka leta upp Utnapishtim som räddat sig från den stora Floden genom att bygga en ark. Efter Floden hade gudarna gett honom evigt liv som tack för han räddat mänskligheten. Gudarna hade nämligen ångrat att de sänt den stora Floden. Gilgamesh reste över alla hav till världens ände i sökandet efter Utnapishtim. Efter många äventyr lyckades Gilgamesh finna Utnapishtim. Denne sade att döden var oundviklig för alla människor och därför även för Gilgamesh. För Gilgamesh berättade han om den stora Floden och hur han räddat sig genom att bygga den stora arken. Trots att Utnapishtim sagt att det var omöjligt att uppnå odödlighet sade han till Gilgamesh att om han verkligen ville få evigt liv skulle han först hålla sig vaken i sex dagar och sju nätter. Den trötte Gilgamesh somnade dock och sov i sex dagar och sju nätter. Utnapishtim lät Gilgamesh sedan genomgå en mystisk reningsritual och han gavs sedan en magisk dräkt. När Gilgamesh klivit på båten för att färdas hem ropade Utnapishtim på Gilgamesh och bad honom återvända. Utnapishtim berättade då en av gudarnas hemligheter att det fanns ytterligare ett sätt att uppnå odödlighet. På botten av den kosmiska oceanen Apsu växte Livets växt. Om Gilgamesh kunde fånga den och äta upp den skulle han få evigt liv. Gilgamesh lyckades finna Apsu och på dess botten fångade han Livets växt. Han åt dock inte upp den direkt utan bestämde sig för att en åldring i Uruk skulle få äta en liten bit av den först innan han själv åt växten. På vägen hem till Uruk tog Gilgamesh sig ett svalkade bad. En orm kom ringlande, fann växten och fick evigt liv. Gilgamesh blev förfärad och började gråta. Men han fortsatte hem och när han till slut såg sin hemstad Uruk kände han åter glädje. Han hade mognat under sina äventyr och försonats med sitt öde.

## Fysiska fragment
Ett fragment av Gilgamesheposet har visats i Washington, D.C. på Museum of the Bible. Fragmentet ansågs av ägarna ha inköpts i god tro, men amerikansk polis beslagtog det hösten 2019 och en domstol har slagit fast att fragmentet måste återlämnas till Irak.